# ツール・ド・フランス1959
ツール・ド・フランス1959は、ツール・ド・フランスとしては46回目の大会。1959年6月25日から7月18日まで、全22ステージで行われた。

## 総合成績
| 順位 | 選手名                   | 国籍     | 時間            |
| ---- | ------------------------ | -------- | --------------- |
| 1    | フェデリコ・バーモンテス | スペイン | 123時間46分45秒 |
| 2    | アンリ・アングラード     | フランス | +4分01秒        |
| 3    | ジャック・アンクティル   | フランス | +5分05秒        |
| 4    | ロジェ・リビエール       | フランス | +5分17秒        |
| 5    | フランソワ・マウ         | フランス | +8分22秒        |
| 6    | エルコーレ・バルディーニ | イタリア | +10分18秒       |
| 6    | ジャン・アドリアンセン   | ベルギー | 同              |
| 8    | ヨス・フーヴェンナルス   | ベルギー | +11分02秒       |
| 9    | ジェラール・サン         | フランス | +17分40秒       |
| 10   | ジャン・プランカールト   | ベルギー | +20分38秒       |

### マイヨ・ジョーヌ保持者
| 選手名                     | 国籍     | 首位区間  |
| -------------------------- | -------- | --------- |
| アンドレ・ダリガード       | フランス | 第1-第2   |
| ロベール・カザラ           | フランス | 第3-第8   |
| エディ・ポーヴェルス       | ベルギー | 第9、第16 |
| ミッシェル・ヴェルミュラン | フランス | 第10-第12 |
| ヨス・フーヴェンナルス     | ベルギー | 第13-第15 |
| フェデリコ・バーモンテス   | スペイン | 第17-最終 |

### 各部門賞結果
| 第46回 ツール・ド・フランス 1959 |                                          |
| 全行程                           | 22区間、4355km                           |
| 総合優勝                         | フェデリコ・バーモンテス 123時間46分45秒 |
| 2位                              | アンリ・アングラード +4分01秒            |
| 3位                              | ジャック・アンクティル +5分05秒          |
| 4位                              | ロジェ・リビエール +5分17秒              |
| 5位                              | フランソワ・マウ +8分22秒                |
| ポイント賞                       | アンドレ・ダリガード 613ポイント         |
| 2位                              | ジェラール・サン 524ポイント             |
| 3位                              | ジャック・アンクティル 503ポイント       |
| 山岳賞                           | フェデリコ・バーモンテス 73ポイント      |
| 2位                              | シャルリー・ゴール 68ポイント            |
| 3位                              | ジェラール・サン 65ポイント              |